# عيسى القواسمي
عيسى القواسمي هو خياط وكاتب فلسطيني من مدينة القدس، يتميز بتوثيقه للحياة اليومية في المدينة من خلال رواياته وأعماله الأدبية. عمل في مهنة الخياطة لأكثر من 40 عامًا، حيث أسس ورشته الخاصة في البلدة القديمة بالقدس، والتي أصبحت مركزًا ثقافيًا يجمع بين الحرف اليدوية والأدب.

## أعماله
من أبرز أعماله الأدبية كتابه "حبيبان"، الذي صدر عام 2022، ويجمع بين السرد الروائي والتوثيق البصري للقدس. يستعرض الكتاب مشاهد من الحياة المقدسية، موثقًا الأماكن والأشخاص والذكريات، ويهدف إلى تقديم صورة حية عن المدينة للمغتربين والقراء الذين لا يستطيعون زيارتها. يُعتبر هذا العمل جزءًا من مشروعه الأوسع في الحفاظ على الذاكرة الثقافية للقدس.
يُعرف القواسمي أيضًا بتوثيقه للأنشطة اليومية في المسجد الأقصى، حيث كان حاضرًا في ساحاته خلال الاحتجاجات، ملتقطًا صورًا تعكس معاناة المقدسيين وتحدياتهم اليومية. تُظهر أعماله التزامًا عميقًا بالمدينة واهتمامًا بتوثيق تفاصيل الحياة المقدسية.
من خلال مزجه بين الحرفة اليدوية والكتابة، يُعد القواسمي نموذجًا فريدًا يجسد التفاعل بين التراث الثقافي والفني في القدس.

## وصلات خارجية
- أجواء العاصمة القدس برفقة صاحب السبع صنايع عيسى القواسمي الكاتب الخياط الفنان